# Élections législatives de 1967 dans l'Aube
Les élections législatives françaises de 1967 se déroulent les 5 et 12 mars 1967.  Dans le département de l'Aube, trois députés sont à élire dans le cadre de trois circonscriptions.

## Élus
| Circonscription | Député sortant | Parti | Parti   | Député élu ou réélu | Parti | Parti       |
| --------------- | -------------- | ----- | ------- | ------------------- | ----- | ----------- |
| 1re             | Louis Briot    |       | UNR-UDT | Louis Briot         |       | UD-Ve       |
| 2e              | Henri Terré    |       | RI      | Bernard Pieds       |       | FGDS (SFIO) |
| 3e              | Jean Durlot    |       | UNR-UDT | Paul Granet         |       | UD-Ve       |

## Résultats

### Résultats à l'échelle du département
| Parti          | Parti                                           | Premier tour | Premier tour | Second tour | Second tour | Sièges |
| Parti          | Parti                                           | Voix         | %            | Voix        | %           | Sièges |
| -------------- | ----------------------------------------------- | ------------ | ------------ | ----------- | ----------- | ------ |
|                | Union des démocrates pour la Ve République      | 30 152       | 24,90        | 43 229      | 35,72       | 2      |
|                | Républicains indépendants                       | 16 300       | 13,46        | 18 881      | 15,60       | 0      |
|                | Union des républicains de progrès               | 46 452       | 38,37        | 62 110      | 51,32       | 2      |
|                |                                                 |              |              |             |             |        |
|                | Section française de l'Internationale ouvrière  | 20 669       | 17,07        | 22 159      | 18,31       | 1      |
|                | Parti radical                                   | 6 394        | 5,28         | Retrait     | Retrait     | 0      |
|                | Fédération de la gauche démocrate et socialiste | 27 063       | 22,36        | 22 159      | 18,31       | 1      |
|                |                                                 |              |              |             |             |        |
|                | Parti communiste français                       | 31 155       | 25,73        | 36 758      | 30,37       | 0      |
|                | Progrès et démocratie moderne                   | 16 403       | 13,55        | Retrait     | Retrait     | 0      |
|                |                                                 |              |              |             |             |        |
| Inscrits       | Inscrits                                        | 154 019      | 100,00       | 153 996     | 100,00      | 3      |
| Abstentions    | Abstentions                                     | 29 781       | 19,34        | 28 179      | 18,3        |        |
| Votants        | Votants                                         | 124 238      | 80,66        | 125 817     | 81,7        |        |
| Blancs et nuls | Blancs et nuls                                  | 3 165        | 2,55         | 4 790       | 3,81        |        |
| Exprimés       | Exprimés                                        | 121 073      | 97,45        | 121 027     | 96,19       |        |

### Résultats par circonscription

#### Première circonscription (Troyes - Bar-sur-Aube)
| Candidat       | Candidat                  | Parti          | Premier tour | Premier tour | Second tour | Second tour |  |
| Candidat       | Candidat                  | Parti          | Voix         | %            | Voix        | %           |  |
| -------------- | ------------------------- | -------------- | ------------ | ------------ | ----------- | ----------- |  |
|                | Louis Briot sortant réélu | UD-Ve          | 14 501       | 42,09        | 18 745      | 55,49       |  |
|                | Madeleine Dubois          | PCF            | 8 855        | 25,7         | 15 035      | 44,51       |  |
|                | Aimé Connille             | FGDS (Radical) | 6 394        | 18,56        | Retrait     | Retrait     |  |
|                | André Lignier             | CD (PDM)       | 4 699        | 13,64        | Retrait     | Retrait     |  |
|                |                           |                |              |              |             |             |  |
| Inscrits       | Inscrits                  | Inscrits       | 44 085       | 100,00       | 44 082      | 100,00      |  |
| Abstentions    | Abstentions               | Abstentions    | 8 593        | 19,49        | 8 533       | 19,36       |  |
| Votants        | Votants                   | Votants        | 35 492       | 80,51        | 35 549      | 80,64       |  |
| Blancs et nuls | Blancs et nuls            | Blancs et nuls | 1 043        | 2,94         | 1 769       | 4,98        |  |
| Exprimés       | Exprimés                  | Exprimés       | 34 449       | 97,06        | 33 780      | 95,02       |  |

#### Deuxième circonscription (Troyes - Bar-sur-Seine)
| Candidat       | Candidat            | Parti          | Premier tour | Premier tour | Second tour | Second tour |  |
| Candidat       | Candidat            | Parti          | Voix         | %            | Voix        | %           |  |
| -------------- | ------------------- | -------------- | ------------ | ------------ | ----------- | ----------- |  |
|                | Henri Terré sortant | RI             | 16 300       | 40,73        | 18 881      | 46,01       |  |
|                | Bernard Pieds élu   | FGDS (SFIO)    | 11 149       | 27,86        | 22 159      | 53,99       |  |
|                | Bernard Moretto     | PCF            | 8 551        | 21,37        | Retrait     | Retrait     |  |
|                | Bernard Coutord     | CD (PDM)       | 4 017        | 10,04        |             |             |  |
|                |                     |                |              |              |             |             |  |
| Inscrits       | Inscrits            | Inscrits       | 51 232       | 100,00       | 51 230      | 100,00      |  |
| Abstentions    | Abstentions         | Abstentions    | 10 248       | 20           | 9 289       | 18,13       |  |
| Votants        | Votants             | Votants        | 40 984       | 80           | 41 941      | 81,87       |  |
| Blancs et nuls | Blancs et nuls      | Blancs et nuls | 967          | 2,36         | 901         | 2,15        |  |
| Exprimés       | Exprimés            | Exprimés       | 40 017       | 97,64        | 41 040      | 97,85       |  |

#### Troisième circonscription (Troyes - Nogent-sur-Seine)
| Candidat       | Candidat        | Parti          | Premier tour | Premier tour | Second tour | Second tour |  |
| Candidat       | Candidat        | Parti          | Voix         | %            | Voix        | %           |  |
| -------------- | --------------- | -------------- | ------------ | ------------ | ----------- | ----------- |  |
|                | Paul Granet élu | UD-Ve          | 15 651       | 33,58        | 24 484      | 52,99       |  |
|                | Maurice Camuset | PCF            | 13 749       | 29,5         | 21 723      | 47,01       |  |
|                | Gabriel Thierry | FGDS (SFIO)    | 9 520        | 20,43        | Retrait     | Retrait     |  |
|                | André Mutter    | CNIP (PDM)     | 7 687        | 16,49        | Retrait     | Retrait     |  |
|                |                 |                |              |              |             |             |  |
| Inscrits       | Inscrits        | Inscrits       | 58 702       | 100,00       | 58 684      | 100,00      |  |
| Abstentions    | Abstentions     | Abstentions    | 10 940       | 18,64        | 10 357      | 17,65       |  |
| Votants        | Votants         | Votants        | 47 762       | 81,36        | 48 327      | 82,35       |  |
| Blancs et nuls | Blancs et nuls  | Blancs et nuls | 1 155        | 2,42         | 2 120       | 4,39        |  |
| Exprimés       | Exprimés        | Exprimés       | 46 607       | 97,58        | 46 207      | 95,61       |  |